# Rodriguessångare
Rodriguessångare (Acrocephalus rodericanus) är en fågel i familjen rörsångare inom ordningen tättingar som enbart förekommer på en ö i Indiska oceanen.

## Utseende
Rodriguessångaren är en medelstor (13,5 centimeter lång), oansenlig rörsångare. Ovansidan är enhetligt olivbrun, medan undersidan är gulbrun. Näbben är lång med skär nedre näbbhalva. Den reser ofta hjässfjädrarna så att det ser ut som en liten tofs. Lätet är hårt tjattrande medan sången är mjuk och melodisk. Den vippar ofta stjärten uppåt och nedåt.

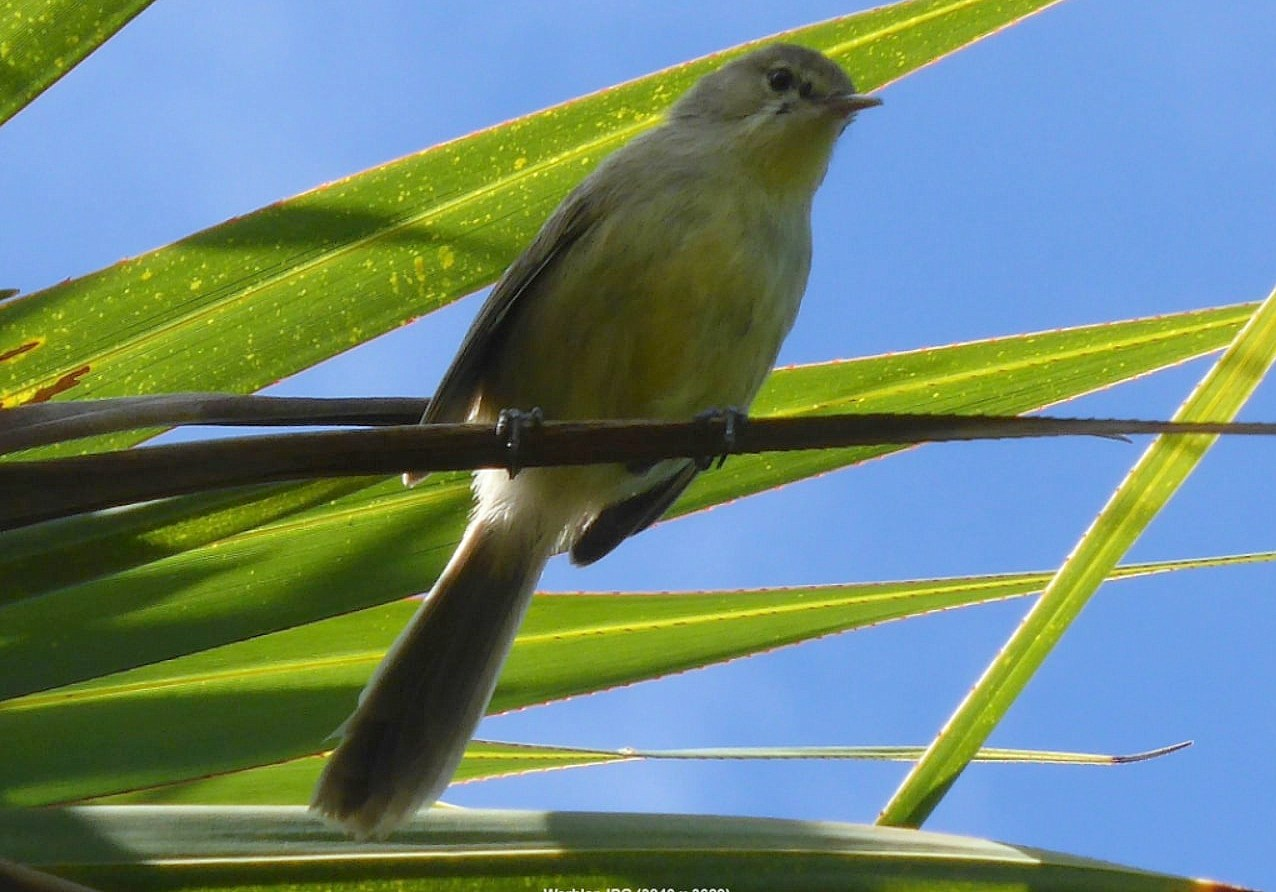

## Utbredning och status
Fågeln finns endast på den lilla ön Rodrigues, långt öster om Mauritius i ögruppen Maskarenerna i Indiska oceanen. Med tanke på det mycket begränsade utbredningsområdet listade internationella naturvårdsunionen IUCN den tidigare som starkt hotad, men efter ny information som visar att populationen ökar och nu anses vara mycket större än vid tidigare uppskattningar har dess hotstatus nedgraderats till nära hotad. Populationen idag uppskattas till mellan 2000 och 2700 vuxna individer.

## Familjetillhörighet
Rörsångarna behandlades tidigare som en del av den stora familjen sångare (Sylviidae). Genetiska studier har dock visat att sångarna inte är varandras närmaste släktingar. Istället är de en del av en klad som även omfattar timalior, lärkor, bulbyler, stjärtmesar och svalor. Idag delas därför Sylviidae upp i ett flertal familjer, däribland Acrocephalidae.